# PowerDesigner
PowerDesigner – narzędzie typu CASE (Computer Aided System Engineering) firmy Sybase służące do modelowania systemów. Posiada funkcje umożliwiające modelowanie różnych domen architektonicznych:, tj. dane, modelowanie obiektowe systemów w oparciu o standard UML, procesy biznesowe, technologia. Pozwala na zbieranie wymagań i łączenie ich z modelowanymi obiektami. Jest wykorzystywany w obszarze modelowania architektury korporacyjnej w oparciu o dowolne frameworki (np. TOGAF, Siatka Zachmana). Narzędzie to może być wykorzystywane zarówno przez analityków biznesowych i architektów, jak i deweloperów.

## Historia
- 1989 – pierwsza wersja narzędzia (produkt firmy PowerSoft w języku francuskim), umożliwia modelowanie koncepcyjne danych
- 1991 – wsparcie dla konkretnych platform bazodanowych (model fizyczny danych)
- 1995 – Sybase przejmuje firmę PowerSoft
- 1996 – wsparcie dla hurtowni danych
- 1999 – wsparcie dla UML
- 2002 – wsparcie dla modelowania procesów
- 2004 – wymagania i zorientowanie na architekturę korporacyjną
- 2007 – UML 2.0 i ETL
- 2008 – 30 października pojawia się 15 wersja Narzędzia (po 12.5, wersje 13 i 14 pominięte ze względu złe skojarzenia tych liczb odpowiednio na Zachodzie i w Chinach)

## Zastosowania
- Modelowanie danych
- Modelowanie hurtowni danych
- Modelowanie obiektowe aplikacji i systemów
- Modelowanie procesów biznesowych
- Zbieranie wymagań
- Modelowanie architektury korporacyjnej

### Modelowanie danych
Jest to dziedzina, w której narzędzie to jest bardzo silne. Obsługuje ponad 60 platform bazodanowych, jednocześnie dając możliwości konfiguracji pozwala na pracę z każdą platformą nieobsługiwaną z „pudełka”. Zapewnia możliwości generacji kodu, skryptów różnicowych i inżynierię wsteczną (ang. reverse engineering). Pozwala na wielowymiarowe modelowanie danych, opis procesów ETL, replikacji, synchronizacji, mapowań pomiędzy różnymi źródłami danych. Obsługiwane platfrormy:
- Oracle (8i, 8i (8.1.5), 8i2, 9i, 9i2, 10g, 10gR2, 11g)
- Microsoft SQL Server (7.x, 2000, 2005, 2008)
- Microsoft Access (95, 97, 2000)
- MySQL (3.22, 3.23, 4.0, 5.0)
- IBM DB2 (UDB 5-9.x Common Server, UDB 5-8 for OS/390)
- Teradata (V2R5, V2R6)
- INFORMIX SQL (8.x, 9.x)
- Ingres
- InterBase SQL (5.x, 6.x)
- PostgreSQL (7.3, 8)
- NonStop SQL
- AS/400
- Sybase AS Anywhere (7 – 9)
- Sybase SQL Anywhere (10, 11)
- Sybase AS Enterprise (11.0 – 15.0.2)
- Sybase AS IQ (12.0 – 12.7)
- Sybase Avaki

### Architektura korporacyjna
PowerDesigner pozwala modelować dowolny aspekt przedsiębiorstwa w każdej z 4 domen:
- dane
- aplikacje
- warstwa biznesowa
- technologia

Możliwe jest zintegrowanie tych warstw, a następnie przeprowadzanie automatycznej analizy wpływu zmian pokazującej, jak zmiana propaguje się pomiędzy artefaktami architektury korporacyjnej. Na przykład możemy sprawdzić na które departamenty lub procesy biznesowe wpłynie modyfikacja systemu będącego częścią infrastruktury IT. PowerDesigner posiada funkcję edycji frameworków EA, dzięki czemu możliwe jest wykorzystanie dowolnego z nich (TOGAF, Siatka Zachmana, FEAF,...)

## Funkcje
- integracja i łączenie modeli różnych typów
- analiza wpływu zmian
- generator raportów i dokumentacji
- generator skryptów i kodu źródłowego
- inżynieria wsteczna
- konfiguracja pod potrzeby użytkownika (Funkcje, menu, zakładki, własne obiekty i właściwości,...)
- wsparcie pracy grupowej dzięki repozytorium
- dostęp do modeli w repozytorium poprzez WWW
- automatyczne sprawdzanie poprawności modeli
- automatyczne łączenie i porównywanie modeli
- możliwość importu modeli z innych narzędzi (Microsoft Visio, Rational, ARIS)

## Pakiety
PowerDesigner jest dostępny w następujących konfiguracjach modułowych:
- DataArchitect – przeznaczony dla administratorów i osób odpowiedzialnych za modelowanie danych. DataArchitect udostępnia funkcje zarządzania wymaganiami i przeprowadzania analizy danych. Umożliwia modelowanie hurtowni danych, np. poprzez wielowymiarową analizę danych, modelowanie procesów ETL, definiowanie procesów replikacji i synchronizacji danych. Obsługuje ponad 60 różnych platform bazodanowych. Posiada opcję generacji skryptów i mechanizmy inżynierii odwrotnej do modelu.
- Developer – przeznaczony dla użytkowników, którzy zajmują się modelowaniem obiektowym. Udostępnia funkcje zarządzania wymaganiami oraz pełną obsługę analiz i projektowania w języku UML. Posiada opcje generacji kodu i przekształcania go na model poprzez inżynierię odwrotną. Możliwe jest to między innymi dla: różnych wersji Java, Visual Basic, C#, kodu PowerBuilder, PHP. Za pomocą dodatków plug-in można integrować narzędzie z popularnymi narzędziami programistycznymi (np. Visual Studio, Eclipse, PowerBuilder). Zapewnia to synchronizację między modelem a kodem.
- Studio – przeznaczony dla tych kręgów użytkowników, którzy zajmują się modelowaniem korporacyjnym (kierownictwo działów informatycznych i biznesowych) i muszą utrzymywać scentralizowaną kontrolę nad wszystkimi metadanymi. Studio łączy w sobie wszystkie funkcje modelowania technicznego, dostępne w DataArchitect i Developer, poszerzając je o funkcje modelowania procesów biznesowych oraz aspektów architektury korporacyjnej.
- Viewer – jest to opcja darmowa nie wymagająca licencji. Umożliwia dostęp do wszystkich modeli bez możliwości ich edytowania. Umożliwia pobieranie dowolnego modelu z repozytorium, drukowanie i tworzenie raportów. Moduł Viewer można pobrać ze strony www.
- Wersje Enterprise Edition (DataArchitect Enterprise, Developer Enterprise, Studio Enterprise) – opcja ta pozwala na realizowanie funkcji pracy grupowej poprzez możliwość połączenia się do repozytorium. Możemy w nim realizować między innymi funkcję wzajemnego wykluczania podczas pracy wielu osób, wersjonowanie, czy zarządzać uprawnieniami do poszczególnych elementów. Fizycznie repozytorium to dowolna relacyjna baza danych pozwalająca na łączenie się do niej poprzez ODBS.

## Minimalne wymagania systemowe
- Windows® XP, Windows Server 2003, Windows Vista
- procesor 1,5 GHz
- 1 GB pamięci RAM
- monitor SVGA (rozdzielczość 800x600 lub wyższa)
- napęd CD-ROM (do przeprowadzenia instalacji)
- do 500 MB wolnego miejsca na dysku (pakietu Studio Enterprise)